# Xochiquetzal

Xochiquetzal.

Xochiquetzal é, na mitologia asteca, a mulher de Coxocox que com ele se salvou no dilúvio, agarrando-se a um tronco de árvore, depois de ter, por muito tempo, errado sobre as ondas, tal como Noé sobre o monte Ararate.